# إسحاق ن. كوكس
إسحاق ن. كوكس هو سياسي أمريكي، ولد في 1 أغسطس 1846 في فالسبورغ في الولايات المتحدة، وتوفي في 28 سبتمبر 1916 في إيلنفيل في الولايات المتحدة. نشط حزبياً في الحزب الديمقراطي. وقد انتخب عضو مجلس النواب الأمريكي ‏.